# Gmina Burwood
Burwood (Burwood Council) – jeden z 38 samorządów lokalnych wchodzących w skład aglomeracji Sydney, największego zespołu miejskiego Australii. Liczy 7 km² powierzchni i jest zamieszkiwany przez 30 926 osób (2006). Obszar położony jest na zachód od ścisłego centrum Sydney.

## Geograficzny podział Burwood
- Burwood
- Burwood Heights
- Croydon Park[2]
- Enfield
- Strathfield[3]

## Galeria

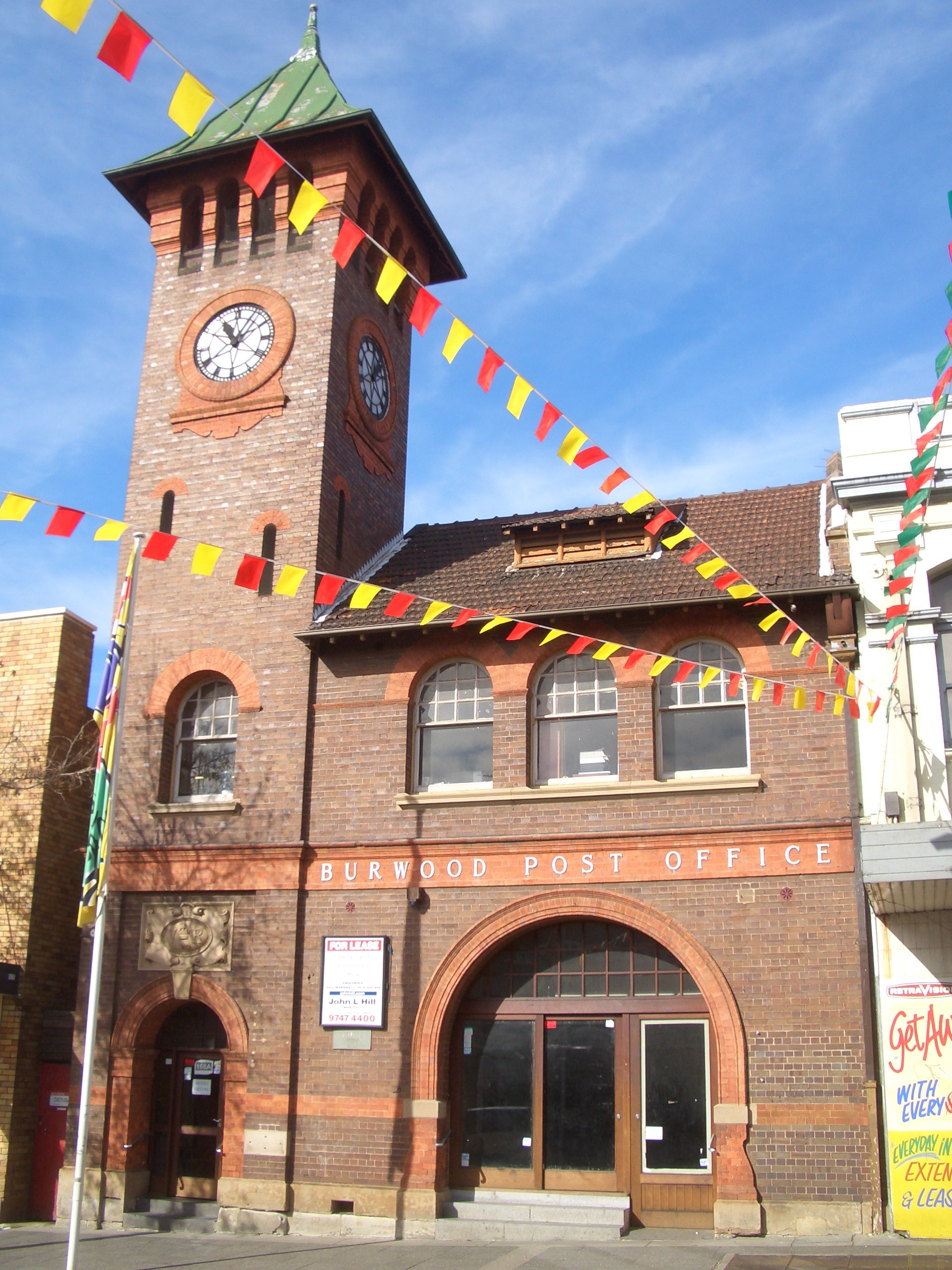
Urząd pocztowy
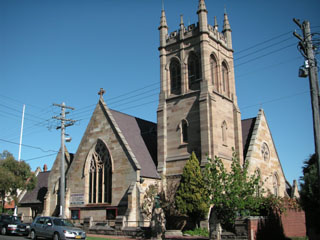
Anglikański kościół św. Pawła
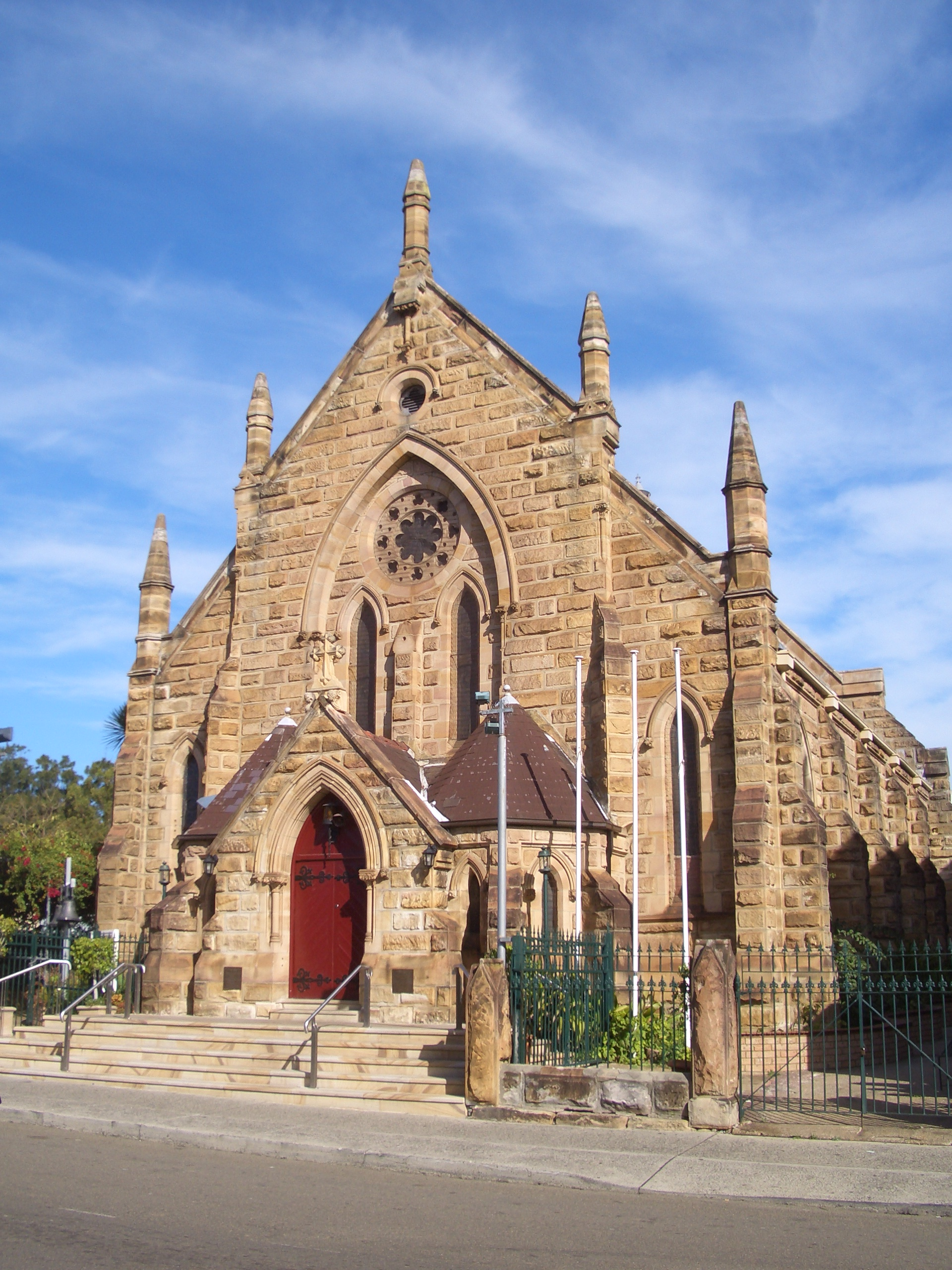
Świątynia Greckiej Cerkwi Prawosławnej
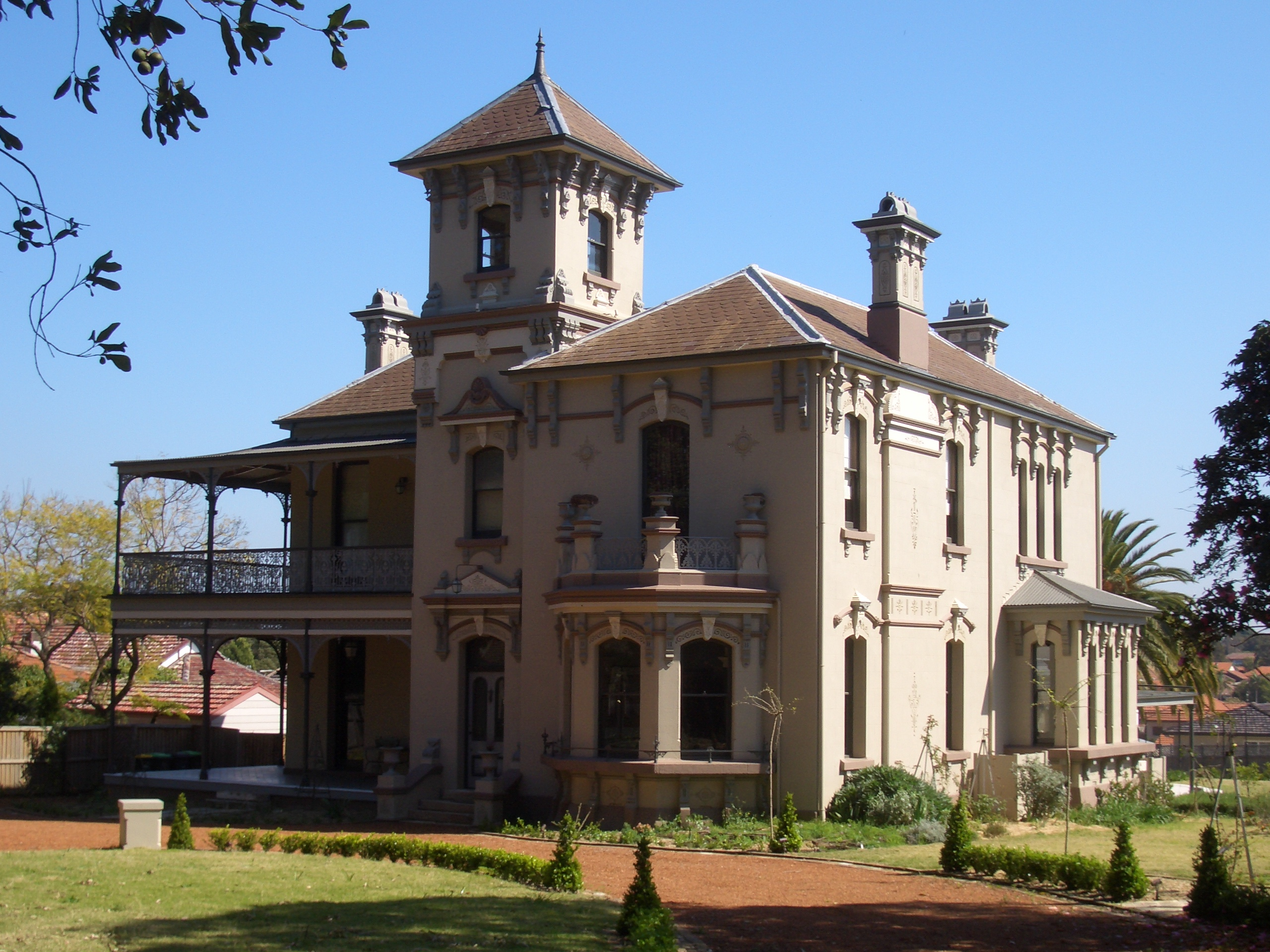
Jeden z okazałych domów